# Robert Ruark
Robert Ruark   (Wilmington, 29 de desembre de 1915 - Londres, 1 de juliol de 1965) va ser un escriptor, caçador i columnista estatunidenc. És la persona que va portar Truman Capote a Palamós per escriure A sang freda. Va ser famós, entre d'altres, per la novel·la Something of Value, que Richard Brooks va portar al cinema amb Rock Hudson i Sidney Poitier i que es va estrenar amb el títol Sangre sobre la tierra. Ruark és enterrat a Palamós.

## Safari africà
Després d'aconseguir un cert èxit com a escriptor, Ruark va rebre del seu metge el consell de viure un any sabàtic, per la qual cosa va decidir complir el somni del safari a Àfrica.
No obstant això, el dolor de la difícil vida domèstica dels seus pares i els seus relativament pocs amics de la infància estan significativament absents de les narracions. Moltes de les històries es van recopilar en un llibre del mateix nom, seguit poc després per un llibre complementari titulat The Old Man's Boy Grows Older. Avui aquests dos llibres són probablement les seves obres més recordades. També es van publicar vint històries en el llibre Àfrica de Robert Ruark.
Després de publicar la seva primera mitja dotzena de llibres, Ruark va continuar escrivint, encara que poques de les seves novel·les posteriors van igualar els èxits primers.
L'any 1960, després d'una visita agredolça a la seva ciutat natal, Wilmington, va abandonar els Estats Units per sempre més. Va viure a Londres i a Barcelona, abans d'instal·lar-se definitivament a Calonge. Poc abans de morir-se, va escriure un article final que després va aparèixer a Playboy i es va titular "Res funciona i a ningú li importa". Va morir a Londres, l'1 de juliol de 1965, de cirrosi hepàtica provocada per l'alcoholisme. La seva última novel·la, El teixó de mel, exemplifica la condició de l'autor en aquest moment de la seva vida. El llibre va ser publicat pòstumament, igual que Usi Enough Gun, que és essencialment una col·lecció d'extractes dels seus treballs anteriors. Més notables són les dues col·leccions publicades per McIntosh i Casada, que són representatives de la millor obra de l'autor.
El nom de Ruark apareix en l'enregistrament còmic de Carol Burnett de 1957 titulada I Made a Fool of Myself Over John Foster Dulles.

## Obra
- Grenadine Etching (1947)
- I Didn't Know It Was Loaded (1949)
- One for the Road (1949)
- Grenadine's Spawn (1952)
- Horn of the Hunter (1953) ISBN 1571572635, ISBN 9781571572639
- Something of Value (1955) ISBN 1571572805, ISBN 9781571572806
- The Old Man and the Boy (1957)
- Poor No More (1959)
- The Old Man's Boy Grows Older (1961) ISBN 808788826X, ISBN 9788087888261
- Uhuru (1962)
- The Honey Badger (1965) ISBN 0449229246, 9780449229248
- Usi Enough Gun: On Hunting Big Game (1966)
- Women (1967) ISBN 0450005054, ISBN 9780450005053
- Robert Ruark Safari. (1968) ISBN 3764515163, ISBN 9783764515164
- Robert Ruark's Africa by Michael McIntosh (1991), a collection of Ruark's magazine articles ISBN 0924357207, ISBN 9780924357206
- The Lost Classics (1996), additional hunting adventures

## Filmografia
- Aventura a l'Àfrica (1955–56), narrador, escriptor, i director[2]